# Ken Robinson
Ken Robinson FRSA (Liverpool, Inglaterra; 4 de marzo de 1950-Los Ángeles, California; 21 de agosto de 2020) fue un escritor, conferenciante y asesor internacional sobre educación británico, considerado un experto en asuntos relacionados con la creatividad, la calidad de la enseñanza, la innovación y los recursos humanos. Fue director de arte en el Schools Project (1985–89) y profesor de educación artística en la Universidad de Warwick (1989–2001), nombrado profesor emérito después de dejar la universidad. Debido a la relevancia de su actividad en los campos mencionados, especialmente en relación con la necesidad de incorporar clases de arte al currículum escolar, fue nombrado sir por la reina de Inglaterra, Isabel II en 2003.
Nacido en Liverpool, en el seno de una familia de clase trabajadora Robinson vivía en Los Ángeles con su esposa e hijos.

## Biografía
Nació el 4 de marzo de 1950, siendo uno de los siete hijos que tuvieron Ethel y James Robinson, matrimonio de clase trabajadora. Uno de sus hermanos, Neil, se convirtió en futbolista profesional del Everton, Swansea City y Grimsby Town. Después de un accidente laboral, su padre quedó tetrapléjico. Con cuatro años contrajo poliomielitis. 
Acudió a la Margaret Beavan Special School debido a los efectos físicos de la polio, luego a la Liverpool Collegiate School (1961–1963) y Wade Deacon Grammar School, Cheshire (1963–1968). Después estudió lengua inglesa y teatro (Bachelor of Education - BEd) en Bretton Hall College of Education (1968–1972). Tras su grado, terminó su PhD en la Universidad de Londres en 1981, a los 31 años de edad; su tesis doctoral versó sobre las posibilidades del drama y el teatro en la educación.

## Vida profesional e investigación
Durante cuatro años (1985-1989), Robinson fue el director del proyecto The Arts in Schools Project, iniciativa que pretendía mejorar la enseñanza y el aprendizaje de las artes en las escuelas de Inglaterra y Gales. El proyecto trabajó con más de dos mil profesores, artistas y administradores en una red de más de trescientas iniciativas e influyó en la redacción del currículo nacional de Inglaterra. Durante este período, Robinson presidió Artswork, la agencia de desarrollo de las artes entre la juventud del Reino Unido, y trabajó como asesor de la Academia de las Artes Escénicas de Hong Kong.[cita requerida]
Desde 1989 hasta 2001 fue profesor de educación artística y portavoz del departamento de educación artística en la Universidad de Warwick, y se convirtió en profesor emérito. Paralelamente, también fue encargado de las investigaciones para el desarrollo de la Facultad de Educación en la que trabajaba. A estos cargos hay que añadir los de Director de estudios de grado en el instituto Warwick para la educación, Director del programa de posgrado en educación artística y estudios culturales, y Director de la unidad para la investigación en educación, cultura y las artes, más conocida por sus siglas en inglés, URECA. Ha recibido grados honorarios de la Escuela de Diseño de Rhode Island, Ringling College para el Arte y el Diseño, la Open University y la Central School of Speech and Drama, Universidad de la ciudad de Birmingham y el Instituto de Liverpool de Artes Interpretativas. Recibió el premio Athena de la Escuela de diseño de Rhode Island por su servicio al arte y a la educación, la medalla Peabody por sus contribuciones a las artes y la cultura en los Estados Unidos, el premio LEGO por logros internacionales en la educación, y la medalla Benjamin Franklin de la Royal Society of Arts por contribuir a las relaciones culturales entre el Reino Unido y los Estados Unidos. En 2005, fue nombrado como una de las «Voces principales» por Time/Fortune/CNN. En 2003, fue nombrado caballero por la reina Isabel II por sus servicios a las artes.
En 1998, David Blunkett, Ministro de Educación y Empleo británico, lo puso al frente del comité consultivo nacional sobre educación creativa y cultura. Comité que, posiblemente, realizó la mayor investigación nacional sobre la importancia de la creatividad en la educación y la economía del Reino Unido. Fruto del trabajo en dicho comité, se publicó el llamado Informe Robinson cuyo título formal, traducido, es: Todos nuestros futuros: creatividad, cultura y educación. El informe tuvo un gran impacto pues ponía de relieve el escaso papel que hasta entonces había recibido la creatividad y la importancia que sobre ella recaía el futuro, ya no sólo del país, sino de la propia humanidad. The Times dijo de este informe: «Este informe plantea algunos de los temas más importantes con los que se enfrentan los negocios en el siglo XXI. Debería tener a cada director ejecutivo y director de recursos humanos golpeando la mesa y exigiendo acciones». Se atribuye a Robinson crear una estrategia para el desarrollo creativo y económico como parte del proceso de paz en Irlanda del Norte, publicando Unlocking Creativity, un plan implementado por la región y por apoyar el Proyecto de Creatividad de Oklahoma. 
En 2001, Robinson fue nombrado Asesor Senior para la Educación y la Creatividad en el Museo Getty de Los Ángeles, lo que desempeñó hasta, al menos, 2005.[cita requerida]
Durante su carrera no sólo ha servido al gobierno británico sino que también ha trabajado para otros como, por ejemplo, el gobierno de Hong Kong y Singapur, la Comisión Europea e incluso para el Instituto de Artes Paul McCartney. En su última etapa fue profesor emérito de la Universidad de Warwick y continuó defendiendo la creatividad en la educación, destacando su conferencia las escuelas matan la creatividad expuesta en el congreso Tecnología, Entretenimiento y Diseño, TED, que es una de las más comentadas de la plataforma. En 2010 volvió a presentarse en TED, con el mismo éxito que en 2006.
Robinson dio tres charlas TED sobre la importancia de la creatividad en la educación, vistas más de 80 millones de veces (2017). En el momento de su muerte en agosto de 2020, su presentación «¿Matan las escuelas la creatividad?» fue la charla TED más vista de la historia, con 66,3 millones de visionados en el canal TED y millones más en YouTube. Ha sido traducida a 62 idiomas. En abril de 2013, dio una charla titulada «Cómo escapar del valle de la muerte de la educación», en la que perfila tres principios cruciales para que la mente humana florezca – y cómo la actual cultura de la educación estadounidense va en contra de ellos. En 2010, la Royal Society for the Encouragement of Arts, Manufactures & Commerce animó uno de los discursos de Robinson sobre el cambio de los paradigmas educativos. Es un vídeo que se ha reproducido casi medio millón de veces en su primera semana en YouTube y que para el mes de diciembre de 2017 había sido visto más de 15 millones de veces.[cita requerida]

### Ideas sobre la educación
Robinson sugirió que, para enganchar y tener éxito, la educación debe desarrollarse en tres frentes. Primero, debe alentar la diversidad ofreciendo un currículo amplio y animar la individualización del proceso de aprendizaje. En segundo lugar, debe promover la curiosidad a través de la enseñanza creativa, que depende de una alta calidad en la formación y desarrollo del profesorado. Finalmente, debe centrarse en despertar la creatividad a través de procesos didácticos alternativos que pongan menos énfasis en unos exámenes estandarizados, otorgando así la responsabilidad de definir el curso de la educación en escuelas y profesores individualmente. Creía que gran parte del actual sistema educativo en los Estados Unidos anima a la conformidad, docilidad y la estandarización más que acercamientos creativos al aprendizaje. Robinson enfatizó que sólo podemos tener éxito si reconocemos que la educación es un sistema orgánico, no mecánico. Una exitosa administración escolar es producto de engendrar un clima que ayuda, más que «manda y controla».

### Ensayos
Learning Through Drama: Report of the Schools Council Drama Teaching (1977) fue el resultado del desarrollo, a lo largo de tres años, del proyecto para el Consejo Escolar del Reino Unido. Robinson fue el principal autor de The Arts in Schools: Principles, Practice, and Provision (1982), hoy un texto clave a nivel internacional sobre el arte y la educación. Editó The Arts and Higher Education, (1984) y es coautor de The Arts in Further Education (1986), Arts Education in Europe, y Facing the Future: The Arts and Education in Hong Kong.[cita requerida]
Sus pensamientos quedan recogidos en tres obras principales. El primero de ellos se publicó en 2001, Out of Our Minds: Learning to be Creative (Fuera de nuestras mentes: aprende a ser creativo, Wiley-Capstone). La revista Director lo describió como «una análisis que amplía de verdad nuestras miras de por qué no obtenemos el máximo de la gente en un tiempo de riguroso cambio». De él dijo John Cleese: «Ken Robinson escribe brillantemente sobre las diferentes formas en las que la creatividad es infravalorada e ignorada en la cultura occidental y especialmente en nuestros sistemas nacionales de educación».
El segundo, The Element: How Finding Your Passion Changes Everything (El elemento: cómo encontrar tu pasión puede cambiarlo todo) lo publicó Penguin en enero de 2009. Ha sido traducido a más de veintiún idiomas, el español entre ellos. El elemento se refiere a la experiencia del momento en que el talento personal se encuentra con la pasión personal. Argumenta que, en este encuentro, es cuanto nos sentimos más nosotros mismos, más inspirados, y logramos lo mejor. El libro se basa en historias de artistas creativos como Paul McCartney, el creador de Los Simpson Matt Groening, Meg Ryan, y el físico Richard Feynman para investigar este paradigma del éxito.[cita requerida].
Y, en tercer lugar, Creative Schools: The Grassroots Revolution That's Transforming Education (Escuelas creativas, 2015), inspirado en su famosa charla TED «Cómo la escuela mata la creatividad».

### Publicaciones
- 1977 Learning Through Drama: Report of The Schools Council Drama Teaching Project con Lynn McGregor y Maggie Tate. UCL. Heinemann. ISBN 0435185659
- 1980 Exploring Theatre and Education Heinmann ISBN 0435187813
- 1982 The Arts in Schools: Principles, Practice, and Provision,. Fundación Calouste Gulbenkian. ISBN 0903319233
- 1984 The Arts and Higher Education. (editor con Christopher Ball). Gulbenkian y el Leverhulme Trust ISBN 0900868899
- 1986 The Arts in Further Education. Departamento de Educación y Ciencias.
- 1998 Facing the Future: The Arts and Education in Hong Kong, Hong Kong Arts Development Council ASIN B002MXG93U
- 1998 All Our Futures: Creativity, Culture, and Education (The Robinson Report)[24]
- 2001 Out of Our Minds: Learning to Be Creative. Capstone. ISBN 1907312471
- 2009 The Element: How Finding Your Passion Changes Everything, con Lou Aronica. Viking. ISBN 978-0670020478[25]
- 2013 Finding Your Element: How To Discover Your Talents and Passions and Transform Your Life, con Lou Aronica. Viking. ISBN 9780670022380[26]
- 2015 Creative Schools: The Grassroots Revolution That's Transforming Education. (editor con Lou Aronica).[27]
- 2018 You, Your Child, and School: Navigate Your Way to the Best Education Viking. ISBN 9780670016723[28]

### Premios y honores
- 2003 Nombrado Caballero por la reina Isabel II debido a la obra de su vida.[8]
- 2004 Companionship del Liverpool Institute for Performing Arts[29]
- 2008 Premio del Gobernador para las Artes en Pennsilvania[cita requerida]
- 2008 Premio de la Fundación Gheens por la Creatividad y el Emprendimiento[cita requerida]
- 2008 Medalla George Peabody[30]
- 2008 Medalla Benjamin Franklin de la Royal Society of Arts[30]
- 2008 Grado Honorario de la Universidad de la ciudad de Birmingham[31]
- 2009 Doctor en Bellas Artes Honorario de la Escuela de Diseño de Rhode Island (RISD)[32]
- 2011 Premio Gordon Parks por Logros en la Educación[33]
- 2012 Premio a la Imaginación Arthur C. Clarke[34]
- 2012 Doctor en Ciencias Humanas Honorario de la Universidad estatal de Oklahoma[35]
- Honorary Fellow de la Central School of Speech and Drama[36]

## Fallecimiento
Robinson murió el 21 de agosto de 2020, a los 70 años de edad, después de haber estado enfermo durante breve tiempo de cáncer.